# Дактилология
Дактилология – (на старогръцки: δάκτυλος – пръст + на старогръцки: λόγος – учение) е своеобразна форма на общуване, възпроизвеждаща посредством пръстите на ръката орфографическата форма на речта. Тя съчетава в себе си разговорни и писмени форми. Дактилологията е начин за разговаряне на глухонемите помежду им, посредством жестомимични езици. Съдържа в себе си знаци както за азбуката, така и за отделни думи.